# Scott Harrington (Eishockeyspieler)
Scott Harrington (* 10. März 1993 in Kingston, Ontario) ist ein kanadischer Eishockeyspieler, seit Juli 2024 bei den Springfield Thunderbirds aus der American Hockey League (AHL) unter Vertrag steht und dort auf der Position des Verteidigers spielt. Zuvor verbrachte Harrington sechs Spielzeiten in der Organisation der Columbus Blue Jackets sowie zwei Jahre bei den Pittsburgh Penguins und je ein weiteres bei den Toronto Maple Leafs, San Jose Sharks und Anaheim Ducks in der National Hockey League (NHL).

## Karriere
Harrington spielte im Juniorenbereich zunächst bis zum Sommer 2009 für Teams nahe seiner Geburtsstadt Kingston in der Provinz Ontario. So gewann er am Ende der Spielzeit 2008/09 mit den Kingston Voyageurs die Meisterschaft der Ontario Junior Hockey League. Nach seiner Auswahl in der OHL Priority Selection wechselte der Verteidiger zur Saison 2009/10 in die Ontario Hockey League zu den London Knights. Dort wurde Harrington nach seiner ersten Spielzeit ins All-Rookie Team der Liga gewählt. Auch die folgenden drei Jahre waren mit dem zweifachen Gewinn des J. Ross Robertson Cups und der zweifachen Wahl ins First All-Star Team überaus erfolgreich. Zudem wurde er im NHL Entry Draft 2011 in der zweiten Runde an 54. Stelle von den Pittsburgh Penguins aus der National Hockey League ausgewählt.
Nach Beendigung seiner Juniorenkarriere wechselte Harrington im Sommer 2013 in das Franchise der Penguins, die ihn bereits im Juli 2011 unter Vertrag genommen hatten. Mit Ausnahme von zehn Einsätzen für Pittsburgh in der Saison 2014/15 kam der Abwehrspieler zwischen 2013 und 2015 ausschließlich für deren Farmteam, die Wilkes-Barre/Scranton Penguins, in der American Hockey League zum Einsatz. Im Sommer 2015 trennten sich die Penguins dann von ihrer einstigen Draftwahl. Gemeinsam mit Kasperi Kapanen, Nick Spaling sowie einem Erst- und Drittrunden-Wahlrecht im NHL Entry Draft 2016 wurde Harrington im Tausch gegen Phil Kessel, Tyler Biggs, Tim Erixon und ein Zweitrunden-Wahlrecht im selben Draft an den Ligakonkurrenten Toronto Maple Leafs abgegeben. Allerdings wurde das Spieljahr 2015/16 von zahlreichen Verletzungen überschattet, sodass der Kanadier lediglich 32 Saisonspiele bestritt – davon 15 für Toronto in der NHL sowie 17 weitere für deren Farmteam Toronto Marlies in der AHL. Da die Leafs in der Folge keine Verwendung mehr für Harrington fanden, transferierten sie ihn Ende Juni 2016 zusammen mit einem konditionalen Fünftrunden-Wahlrecht im NHL Entry Draft 2017 zu den Columbus Blue Jackets. Toronto erhielt als Gegenleistung Kerby Rychel.
In Columbus unterzeichnete der Verteidiger im März 2017 einen neuen Zweijahresvertrag, der anschließend um drei weitere Spielzeiten verlängert wurde. Seinen Stammplatz im NHL-Aufgebot der Blue Jackets verlor er allerdings in der Saison 2021/22, als er überwiegend für die Cleveland Monsters in der AHL zum Einsatz kam. Über den Sommer bekam Harrington – nachdem sein Vertrag ausgelaufen war – zunächst keinen neuen Vertrag angeboten. Erst Ende September 2022 konnte er sich über ein Probetraining bei den San Jose Sharks einen Einjahresvertrag erarbeiten. Diese wiederum gaben ihn bereits im Februar 2023 im Rahmen eines größeren Tauschgeschäftes samt Timo Meier, Santeri Hatakka, Timur Ibragimow, Zachary Émond und einem Fünftrunden-Wahlrecht im NHL Entry Draft 2024 an die New Jersey Devils ab. San Jose übernahm dabei weiterhin die Hälfte von Meiers Gehalt und erhielt im Gegenzug Fabian Zetterlund, Andreas Johnsson, Schakir Muchamadullin, Nikita Ochotjuk, ein konditionales Erstrunden-Wahlrecht für den NHL Entry Draft 2023, ein ebenfalls konditionales Zweitrunden-Wahlrecht für den Draft 2024 sowie ein weiteres Siebtrunden-Wahlrecht für den Draft 2024. Sollte sich das Erstrunden-Wahlrecht unter den ersten zwei Positionen befinden, verschiebt es sich automatisch um ein Jahr nach hinten, während das Zweitrunden-Wahlrecht für 2024 auf ein Erstrunden-Wahlrecht aufgewertet werden soll, falls die Devils in diesem oder im nächsten Jahr das Conference-Finale erreichen. Als die Devils Harrington daraufhin allerdings über den Waiver in die AHL schicken wollten, übernahmen die Anaheim Ducks seinen Vertrag.
Dort lief sein Engagement im Juli 2023 aus und er schloss sich daraufhin den San Diego Gulls aus der AHL an. Kurze Zeit später wurde der Vertrag aber wieder aufgelöst, ohne dass Harrington für die Gulls aufgelaufen war. Harrington wechselte daher für ein Jahr zu den ZSC Lions aus der Schweizer National League, mit denen er am Saisonende die Schweizer Meisterschaft gewann. Nach dem Erfolg kehrte er im Juli 2024 nach Nordamerika zurück, wo er ein Vertragsangebot der Springfield Thunderbirds aus der AHL annahm.

### International
Für sein Heimatland spielte Harrington im Juniorenbereich bei der World U-17 Hockey Challenge 2010, dem Ivan Hlinka Memorial Tournament 2010, der U18-Junioren-Weltmeisterschaft 2011 sowie den U20-Junioren-Weltmeisterschaften 2012 und 2013. Dabei gewann er bei der World U-17 Hockey Challenge mit der Auswahl Canada Ontario die Silbermedaille und wurde zugleich ins All-Star-Team des Turniers gewählt. Des Weiteren errang er beim Ivan Hlinka Memorial Tournament die Goldmedaille und bei der U20-Junioren-Weltmeisterschaft 2012 die Bronzemedaille.

## Erfolge und Auszeichnungen
| - 2009 Dudley-Hewitt-Cup-Gewinn mit den Kingston Voyageurs - 2010 OHL First All-Rookie Team - 2011 Teilnahme am CHL Top Prospects Game - 2012 J.-Ross-Robertson-Cup-Gewinn mit den London Knights | - 2012 OHL First All-Star Team - 2013 J.-Ross-Robertson-Cup-Gewinn mit den London Knights - 2013 OHL First All-Star Team - 2024 Schweizer Meister mit den ZSC Lions |

### International
- 2010 Silbermedaille bei der World U-17 Hockey Challenge
- 2010 All-Star-Team der World U-17 Hockey Challenge
- 2010 Goldmedaille beim Ivan Hlinka Memorial Tournament
- 2012 Bronzemedaille bei der U20-Junioren-Weltmeisterschaft

## Karrierestatistik
Stand: Ende der Saison 2024/25

### International
Vertrat Kanada bei:
| - World U-17 Hockey Challenge 2010 - Ivan Hlinka Memorial Tournament 2010 - U18-Junioren-Weltmeisterschaft 2011 | - U20-Junioren-Weltmeisterschaft 2012 - U20-Junioren-Weltmeisterschaft 2013 |

(Legende zur Spielerstatistik: Sp oder GP = absolvierte Spiele; T oder G = erzielte Tore; V oder A = erzielte Assists; Pkt oder Pts = erzielte Scorerpunkte; SM oder PIM = erhaltene Strafminuten; +/− = Plus/Minus-Bilanz; PP = erzielte Überzahltore; SH = erzielte Unterzahltore; GW = erzielte Siegtore; 1 Play-downs/Relegation; Kursiv: Statistik nicht vollständig)